# Psammoleptomesochra australis
Psammoleptomesochra australis is een eenoogkreeftjessoort uit de familie van de Ameiridae. De wetenschappelijke naam van de soort is voor het eerst geldig gepubliceerd in 1994 door Mielke.